# Hadena figurata
Hadena figurata är en fjärilsart som beskrevs av Walker 1865. Hadena figurata ingår i släktet Hadena och familjen nattflyn. Inga underarter finns listade i Catalogue of Life.